# Cúp bóng đá Namibia
Cúp bóng đá Namibia (Cúp Hiệp hội bóng đá Namibia), tên chính thức Cúp Namibia Bidvest , là một giải đấu bóng đá cho các câu lạc bộ ở Namibia.

## Đội vô địch trước đây
- 1990: Black Africa F.C. (Windhoek)
- 1991: Chief Santos (Tsumeb)
- 1992: Liverpool (Okahandja)
- 1993: Black Africa F.C. (Windhoek)
- 1994: Blue Waters (Walvis Bay)
- 1995: Tigers (Windhoek)
- 1996: Tigers (Windhoek)
- 1997: không diễn ra
- 1998: Chief Santos (Tsumeb)
- 1999: Chief Santos (Tsumeb)
- 2000: Chief Santos (Tsumeb)
- 2001:  không diễn ra
- 2002: Orlando Pirates (Windhoek)
- 2003: FC Civics (Windhoek)
- 2004: Black Africa F.C. (Windhoek)
- 2005: Ramblers (Windhoek)
- 2006: Orlando Pirates (Windhoek)
- 2007: African Stars (Windhoek)
- 2008: FC Civics (Windhoek)
- 2009: Orlando Pirates (Windhoek)
- 2010: African Stars (Windhoek)
- 2011: Eleven Arrows F.C. (Walvis Bay)
- 2012:  không diễn ra
- 2013: African Stars (Windhoek)
- 2014: African Stars (Windhoek)
- 2015: Tigers (Windhoek)
- 2016:  không diễn ra
- 2017: Young African F.C.[1]

### Nhiều danh hiệu nhất
- 4 Chief Santos, African Stars
- 3 Tigers, Orlando Pirates, Black Africa F.C.
- 2 FC Civics
- 1 Blue Waters, Liverpool, Ramblers, Eleven Arrows F.C., Young African F.C.